# Kanton Labrit
Der Kanton Labrit war von 1790 bis 2015 ein französischer Wahlkreis im Arrondissement Mont-de-Marsan, im Département Landes und in der Region Aquitanien.

## Geschichte
Der Kanton wurde am 4. März 1790 im Zuge der Einrichtung der Départements als Teil des damaligen „Distrikts Mont-de-Marsan“ gegründet.
Mit der Gründung der Arrondissements am 17. Februar 1800 wurde der Kanton als Teil des damaligen Arrondissements Mont-de-Marsan neu zugeschnitten.
Siehe auch: Geschichte Département Landes und Geschichte Arrondissement Mont-de-Marsan.

## Gemeinden
| Gemeinde        | Einwohner Jahr | Fläche km² | Bevölkerungsdichte | Code INSEE | Postleitzahl |
| --------------- | -------------- | ---------- | ------------------ | ---------- | ------------ |
| Bélis           | 164 (2013)     | –          | – Einw./km²        | 40033      | 40120        |
| Brocas          | 770 (2013)     | –          | – Einw./km²        | 40056      | 40420        |
| Canenx-et-Réaut | 167 (2013)     | –          | – Einw./km²        | 40064      | 40090        |
| Cère            | 411 (2013)     | –          | – Einw./km²        | 40081      | 40090        |
| Garein          | 442 (2013)     | –          | – Einw./km²        | 40105      | 40420        |
| Labrit          | 869 (2013)     | –          | – Einw./km²        | 40135      | 40420        |
| Maillères       | 230 (2013)     | –          | – Einw./km²        | 40170      | 40120        |
| Le Sen          | 203 (2013)     | –          | – Einw./km²        | 40297      | 40420        |
| Vert            | 245 (2013)     | –          | – Einw./km²        | 40323      | 40420        |